# Square Sir-George-Étienne-Cartier
Le Square Sir-George-Étienne-Cartier est une place publique de Montréal.

## Situation et accès
Cet espace vert situé dans le quartier Saint-Henri est un parc rectangulaire accueillant une fontaine au centre, un boisé au nord et une piscine au sud. Il est entouré de maisons à l'architecture luxueuse.

## Origine du nom
Il est nommé d'après l'homme politique George-Étienne Cartier, il fut aménagé en 1912, sur le site des anciens abattoirs de l'ouest. 

## Historique
Au moment de l'annexion de la ville de Saint-Henri à Montréal (en 1905), la construction de ce parc fut une promesse électorale d’Hormidas Laporte, le maire de Montréal de l'époque. Selon les règlements adoptés lors de la réalisation du parc, les maisons autour du parc devaient être construites avec une façade en pierre de taille ou en brique décorative.
La fontaine qui occupe le centre du parc a été installée pour l'inauguration du parc en 1912. Les différentes composantes de l'œuvre ont été commandées par catalogue à la fonderie Mott Iron Works de New York. Elle est restaurée en 2003.

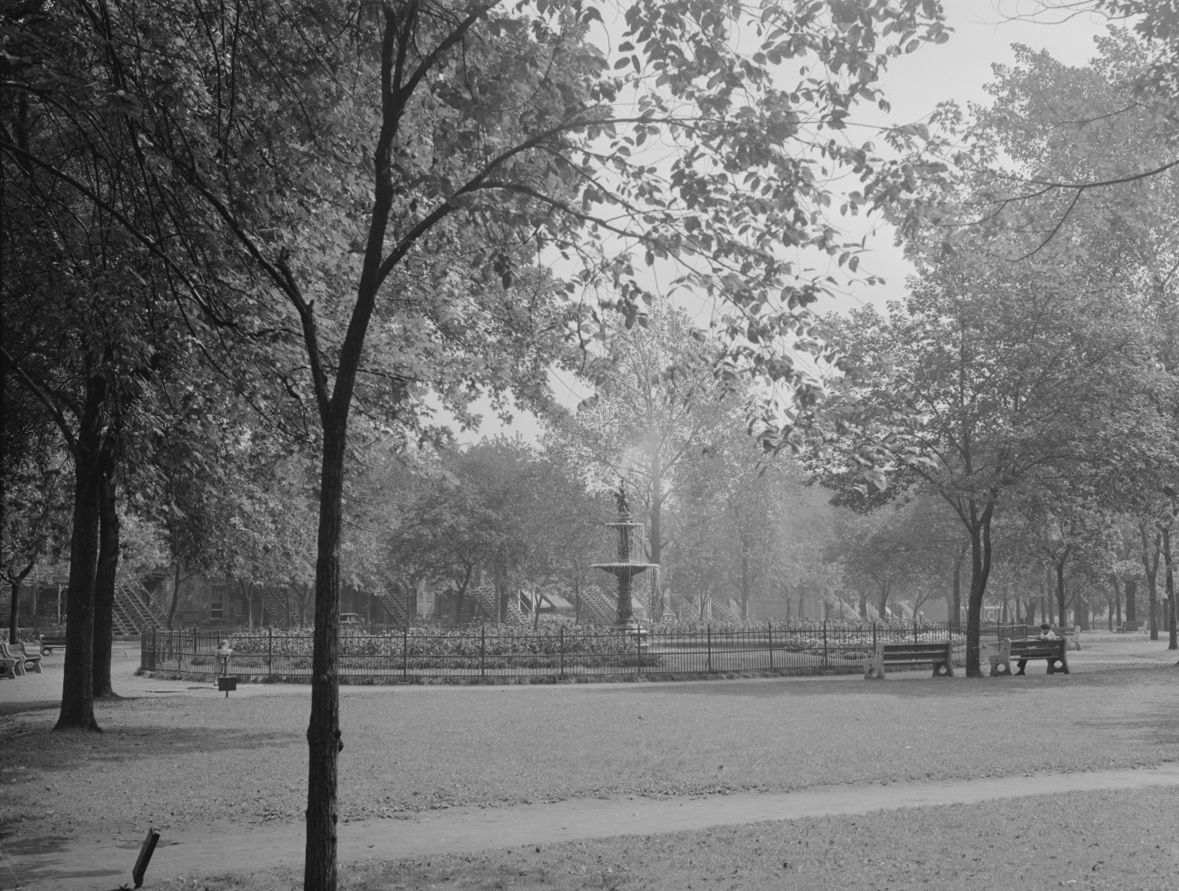
Le square en 1945